# Tea Robakidze Brown
Tea Robakidze Brown (* 1973 in Tiflis) ist eine georgische Schauspielerin, Musikpädagogin und Galeristin.

## Leben
Sie studierte englische Sprache und Literatur an der Staatlichen Universität Tiflis. 1995 zog sie nach München und studierte Musikpädagogik an der LMU München, gleichzeitig absolvierte sie eine Jazz–Gesang–Ausbildung in FMZ München, trat als Sängerin auf und spielte im Unitheater an der LMU. Nach dem Studium widmete sie sich zunehmend musik- und theaterpädagogischen Tätigkeiten und spielte im Freien Theater in München.
Ab 2010 schrieb sie Theaterstücke und inszenierte diese auf verschiedenen kleinen Bühnen in München. Gleichzeitig spielte sie diverse Rollen, unter anderem die Audrey Hepburn im Theaterstück The Factory von Ulli Lommel im Stadttheater-Landsberg am Lech. 2013 übernahm sie die Rolle der Maria Callas im Theaterstück Fucking Liberty von Ulli Lommel an der Volksbühne Berlin und die Filmrolle von Maria Callas im Film Factory Cowboys: Working with Warhol, ebenfalls unter der Regie von Lommel.
Über die fünfjährige Beziehung zwischen Lommel und Brown mit Teas zwei Kindern aus der Ehe mit dem amerikanischen Hip-Hopper und Bandleader, Dennis Brown, hat die Künstlerin und Regisseurin Loretta Fahrenholz eine experimentelle Film–Doku, My Throat, My Air, gedreht, wo Tea Brown sowohl sich selbst als auch eine fiktive Frau spielt.
Seit 2017 organisiert sie das georgische Filmfest, Tea Cup Filmfestival in München. Als Galeristin zeigt sie Kunst zeitgenössischer Künstler – unter anderem Nikolaus Hipp, Bettina Nuschei, Robert Wiedmann – in ihrer Galerie Tea, arTea-Gallery space in der Nähe vom Viktualienmarkt in München.

## Filmografie
- 2013: My Throat, My Air (Kurzfilm)
- 2018: Factory Cowboys: Working with Warhol